# 姜戎國
姜戎，又稱姜戎氏，中国春秋时代的部落國家之一，為姜姓之戎之一，屬西戎人群。姜戎氏居住在晉國南部，為晉國附庸。《左傳》中曾記載其領袖吾離與駒支的故事。

## 歷史
姜戎是四嶽之後，與允姓之戎一樣，原居住於瓜州。杜預認為，允姓之戎出自姜姓。
因受到秦國勢力擴張的壓迫，在晉惠公時，其首領吾離率眾移居晉國南方，成為晉國附庸。
前627年（周襄王二十五年），姜戎曾协同晋国在崤之战大败秦军。

## 語言
據《左傳》記載駒支與范宣子對話，稱姜戎國與當時中原稱為「華」的諸國在衣服飲食方面有差異，也沒有外交關係，因此不可能洩密。高玉認為這段記載，可用來說明中國古代各國有語言不通的現象，張其賢指出對話中的「贅幣不通、言語不達」不是指語言不通，而是指姜戎與中原諸國沒有外交關係，而姜戎國君與稱為「華」的中原諸國貴族之間具有共同的語言（雅言）。

## 學術考證
中華民國學者傅斯年曾認為姜戎出自羌族。學者劉節考證，允字古字與羌、姜相近，因此允姓之戎即姜姓之戎，姜戎氏即羌戎，皆源於羌族。中華人民共和國學者翦伯贊與冉光榮等人有相同看法。
中華人民共和國學者林澐指出，先秦西戎人群是自華夏人群分裂出來。
學者陳炫瑋認為，姜戎為九州之戎之一。